# 血管内皮
血管内皮（けっかんないひ、endothelium）とは血管の内表面を構成する扁平で薄い細胞の層で、血管内腔を循環する血液と接している。これらの細胞は心臓から毛細血管まで全ての循環器系の内壁に並んでいる。小さな血管と毛細血管では内皮細胞は専ら1種類の細胞しかみられない。内皮細胞は血管生物学の様々な側面と関係がある。
例:
- 血管収縮と血管拡張による血圧のコントロール
- 血液凝固（血栓症と繊維素溶解）
- アテローム性動脈硬化症
- 血管新生(angiogenesis)
- 炎症と腫脹（浮腫）

内皮細胞はまた、血流の内外への物質―そして白血球―の通過をコントロールする。いくつかの器官で高度に分化してフィルタリング機能に特化した内皮細胞がある。そのような独特な内皮構造には腎臓の糸球体や血液脳関門がある。

## 内皮機能障害
血管内皮機能は糖尿病、高血圧症、脂質異常症、肥満、慢性腎臓病、動脈硬化性疾患、心不全などで低下するので、内皮機能障害の程度を測定して心血管病の独立した予測因子とする。
リンパ管には同様にリンパ管内皮がある。